# Danh sách nhân vật trong Tây Du Ký
Dưới đây là danh sách các nhân vật trong bộ tiểu thuyết cổ điển Trung quốc Tây Du Ký, bao gồm cả tên những nhân vật chỉ được nhắc tới.

## Các nhân vật Phật giáo

### Phật
- Như Lai Phật tổ (còn gọi là Thích Ca Mâu Ni)
- Tiếp Dẫn Phật Tổ (còn gọi là Nam Mô Bảo Tràng Quang Vương Phật)[1]
- Nhiên Đăng Cổ Phật[2]
- Dược Sư Lưu Ly Quang Vương Phật[2]
- Quá Khứ Vị Lai Hiện Tại Phật[2]
- Thanh Tịnh Hỉ Phật[2]
- Tỳ Lư Thi Phật[2]
- Bảo Tràng Vương Phật[2]
- Phật Di lặc
- A Di Đà Phật
- Vô Lượng Thọ Phật[2]
- Tiếp Dẫn Quy Chân Phật[2]
- Kim Cương Bất Hoại Phật[2]
- Bảo Quang Phật[2]
- Long Tôn Vương Phật[2]
- Tinh Tiến Thiện Phật[2]
- Bảo Nguyệt Quang Phật[2]
- Hiện Vô Ngu Phật[2]
- Bà Lưu Na Phật[2]
- Na La Diên Phật[2]
- Công Đức Hoa Phật[2]
- Tài Công Đức Phật[2]
- Thiện Du Bộ Phật[2]
- Chiên Đàn Quang Phật[2]
- Ma Ni Tràng Phật[2]
- Tuệ Cừ Chiếu Phật[2]
- Hải Đức Quang Minh Phật[2]
- Đại Từ Quang Phật[2]
- Từ Lực Vương Phật[2]
- Hiến Thiên Thủ Phật[2]
- Quảng Trang Nghiêm Phật[2]
- Kim Hoa Quang Phật[2]
- Tài Quang Minh Phật[3]
- Trí Tuệ Thắng Phật[4]
- Thế Tĩnh Quang Phật[4]
- Nhật Nguyệt Quang Phật[4]
- Hỏa Diệm Ngũ Quang Phật
- Nhật Nguyệt Châu Quang Phật[4]
- Tuệ Tràng Thắng Vương Phật[4]
- Diệu Âm Thanh Phật[4]
- Quan Thế Đăng Phật
- Tu Di Quang Phật[4]
- Đại Tuệ Lực Vương Phật[4]
- Kim Hải Quang Phật[4]
- Đại Thông Quang Phật[4]
- Tài Quang Phật[4]
- Chiên Đàn Công Đức Phật[5]
- Đấu Chiến Thắng Phật[5]

### Bồ Tát
- Quan Thế Âm Bồ Tát
- Đại Thế Chí Bồ Tát[4]
- Văn Thù Bồ Tát
- Phổ Hiền Bồ Tát
- Thanh Tịnh Đại Hải Chúng Bồ Tát[4]
- Liên Trì Hải Hội Phật Bồ Tát[4]
- Tây Thiên Cực Lạc Chư Bồ Tát[4]
- Tam Thiên Yết Đế Đại Bồ Tát[4]
- Ngũ Bách A La Hán Đại Bồ Tát[4]
- Tỳ Kheo Di Tắc Ni Bồ Tát[4]
- Vô Biên Vô Lượng Pháp Bồ Tát[4]
- Kim Cương Đại Sĩ Thánh Bồ Tát[4]
- Địa Tạng Vương Bồ Tát: Ngụ tại cung Thuý Vân dưới Âm phủ.[6] Là giáo chủ cõi u minh.
- Linh Cát Bồ Tát
- Huê Quang Bồ Tát - Ngũ Tiên Linh quang
- Tỳ Lam Bồ Tát (Tỳ Lam Bà)[7]
- Đại thánh Quốc sư vương Bồ tát
- Khổng Tước Đại Minh Vương Bồ tát
- Tịnh Đàn Sứ Giả Bồ Tát[4]
- Bát Bảo Kim Thân La Hán Bồ Tát [4]
- Bát Bộ Thiên Long Quảng Lực Bồ Tát[4]

### La Hán
- Thập Bát La Hán
- 500 La Hán

### Kim Cương
- Bát bộ Kim Cương
- Thắng chi kim cang
- Đại Lực Kim cang
- Vĩnh Trụ Kim cang

### Khác
- A Nan Tôn giả
- Ca Diếp Tôn giả
- Thái tử Kỳ Đà
- Trưởng Giả Cấp Cô Độc
- Kim Thiền Tử
- Thanh Sư vương - Cụ Thủ tiên
- Bạch Tượng vương - Linh Nha tiên
- Kim Sí Điểu
- Hoàng Mi Lão Phật
- Huệ Ngạn hành giả
- Kim Đỉnh Ngọc chân quân
- Thiện tài Đồng tử
- Kim Tra (hầu phật tổ)
- Yết đế
- Hộ pháp
- Già Lam
- Kim Trì Trưởng lão
- Ô sào thiền sư
- Long nữ (hầu Quan Âm)
- Kim y đồng tử (hầu Địa tạng)
- Đế Thính[8] (thú của Địa Tạng)

## Các nhân vật Đạo giáo

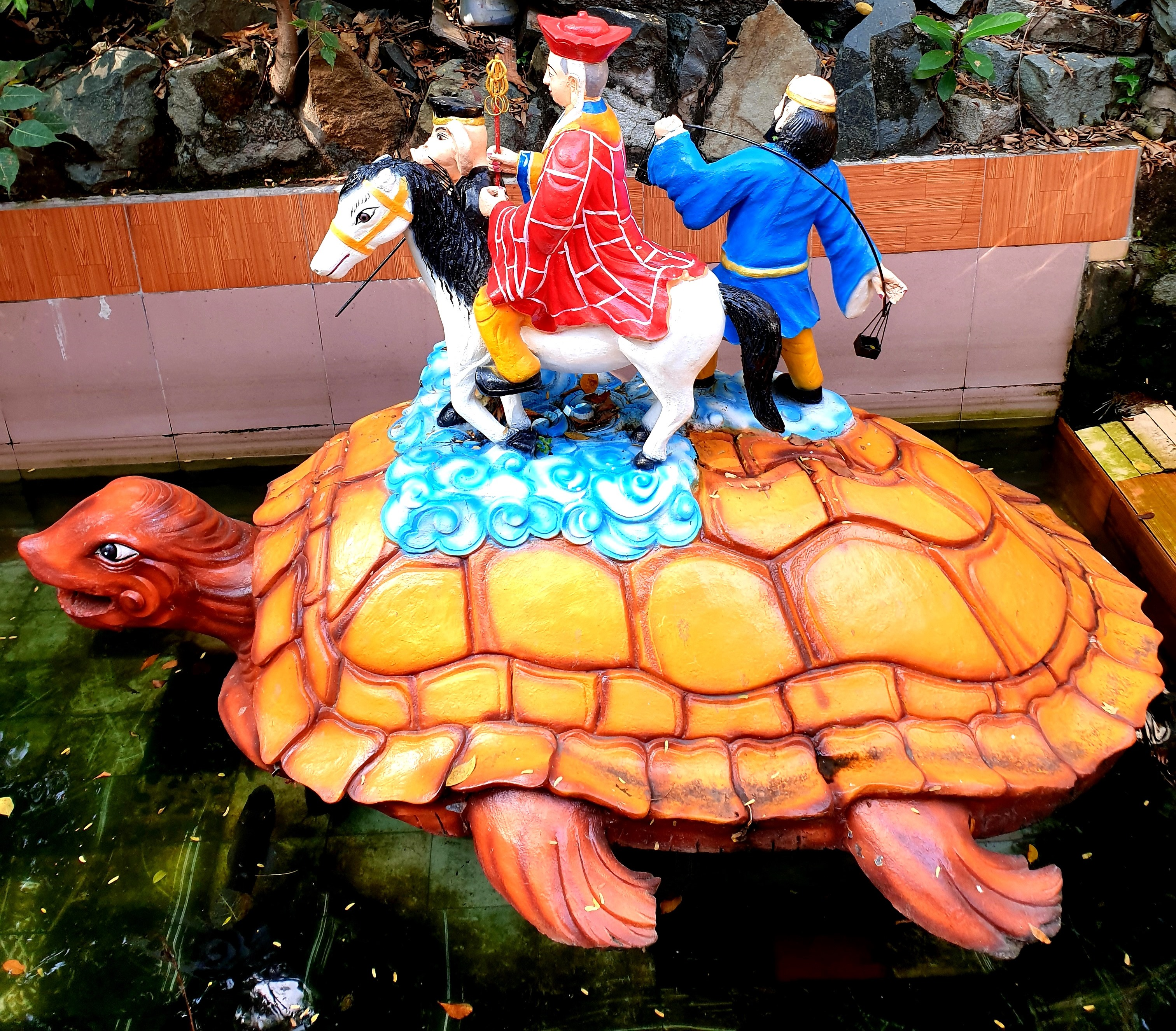
Tượng con rùa Thủy Nguyên thần quy ở sông Thông Thiên hà tại Chùa Pháp Giới

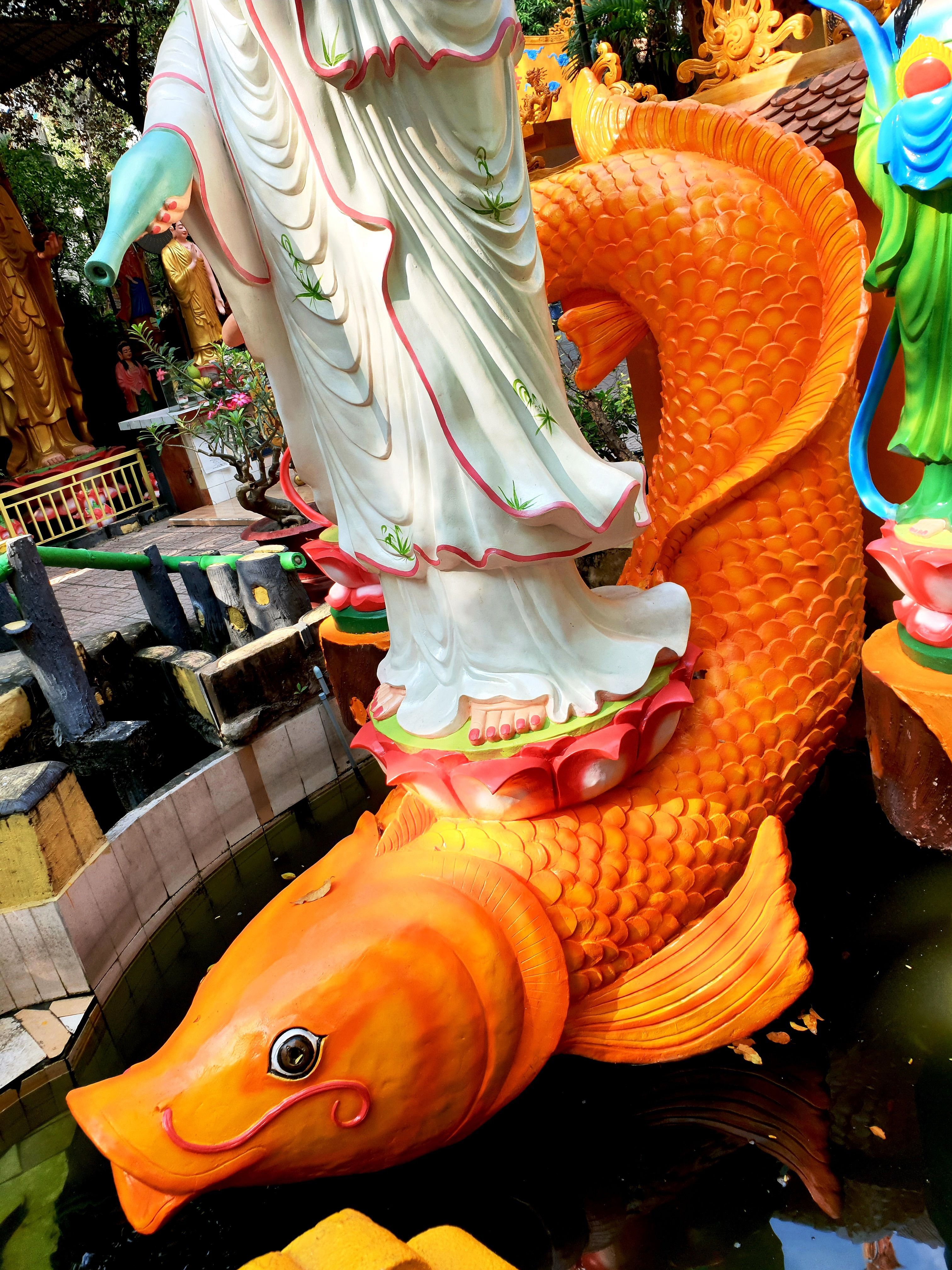
Kim Hồng ngư quái (Linh Cảm đại vương) tại chùa Pháp Giới

- Tam Thanh: Nguyên Thủy Thiên Tôn - Ngọc Thanh, Linh Bảo Thiên Tôn - Thượng Thanh, Đạo Đức Thiên Tôn - Thái Thanh
- Bàn Cổ
- Tứ Đế (Tứ Ngự): Ngọc Hoàng Đại Đế, Tử Vi Đại Đế, Câu Trần Đại Đế, Trường Sinh Đại Đế
- Tây Vương Mẫu
- Đông Hoa đế quân
- Thái Thượng lão quân - Lão Tử (hóa thân của Thái Thanh Đạo Đức Thiên Tôn trong Tam Thanh), tọa trấn cung Đâu Suất
- Tổ Địa Tiên Trấn Nguyên Tử hay Trấn Nguyên Đại Tiên, hiệu là Dữ Thế đồng quân, ngụ tại núi Vạn Thọ, am Ngũ Trang, nhà có cây nhân sâm rất quý, ăn quả có thể trường thọ. Khi  thầy trò Đường tăng đến am Ngũ Trang, Trấn Nguyên Tử đi vắng, Tôn Ngộ Không vì giận 2 tiểu đồng nên đã đánh đổ cây nhân sâm. Thầy trò Đường tăng liền trốn đi. Trấn Nguyên Tử về, biết được chuyện, bắt thầy trò Đường tăng, định cho Ngộ Không vào vạc dầu. Ngộ Không phải mời Quan Âm đến dùng nước Cam Lồ hồi sinh cây nhân sâm. Trấn Nguyên Tử sau đó kết nghĩa với Tôn Ngộ Không.
- Thái Ất cứu khổ thiên tôn - Thái Ất chân nhân (1 trong 12 đệ tử của Nguyên Thủy Thiên Tôn), cung Diệu Nghiêm
- Nam Cực Trường Sinh đại đế - Nam Cực Tiên Ông
- Sùng Ân thánh đế
- Hoàng Linh bắc địa
- Hoàng Giác đại tiên
- Huyền Vũ chân quân
- Ngũ Nhạc đế quân: Đông Nhạc, Tây Nhạc, Nam Nhạc, Bắc Nhạc, Trung Nhạc
- Dực Thánh chân quân
- Văn Xương đế quân
- Dao Cơ tiên tử: em Ngọc Hoàng, mẹ của Nhị Lang, Đại Lang
- Đại Lang thần - Dương Giao
- Nhị Lang thần - Hiển Thánh chân quân Dương Tiễn
- Thác tháp Lý thiên Vương - Lý Tịnh
- Na Tra
- Mộc Tra
- Kim Tra
- Lê Sơn lão mẫu
- Bát Tiên: Lý Thiết Quải, Hán Chung Ly, Lã Động Tân, Trương Quả Lão, Lam Thái Hòa, Hà Tiên Cô, Hàn Tương Tử, Tào Quốc Cữu.
- Cửu Diệu tinh quân: Thái Dương tinh quân, Thái Âm tinh quân - Nguyệt Cung Hoàng hậu, Thái Bạch tinh quân (Thái Bạch kim tinh Lý Trường Canh), Mộc Đức tinh quân, Hỏa Đức tinh quân, Thủy Đức tinh quân, Thổ Đức tinh quân, La Hầu tinh quân, Kế Đô tinh quân
- Tứ Đại Thiên Vương: Đa Văn thiên vương, Tăng Trưởng Thiên Vương, Trì Quốc thiên vương, Quảng Mục Thiên Vương.
- Tứ Vị thiên sư
- Xích Cước đại tiên
- Vũ Khúc tinh quân
- Quận chúa Bảo Anh: con gái út Lý thiên Vương
- Bồng Lai tam tiên: Phúc Tinh, Lộc Tinh, Thọ Tinh
- Đông Phương Sóc
- Hằng Nga tiên tử: cung Quảng Hàn
- Doanh Châu cửu lão tiên
- Trương Tử Dương chân nhân: Trương Bá Đoan
- Các thần tiên trên trời: Vương Linh quan - giữ điện Linh Tiêu, Ngũ Đẩu Tinh Quân, 8 Vị thiên quân (Ban, Lưu, Trương, Đào, Tuân, Đặng, Tân, Tất), Nhị thập bát tú, Cự Linh thần, Ngũ Phương yết đế, Tứ Trực công tào (Niên, Ngoạt, Nhật, Thời), Lục Đinh, Lục Giáp, 36 vị Lôi Công, Thất tiên nữ (Thanh Y, Huỳnh Y, Tạo Y, Tố Y, Hồng Y, Tử Y, Lục Y), Thiên Lý Nhãn, Thuận Phong Nhĩ, Thổ Địa vườn đào, Giám Thừa, Giám Bộ, Điểu Bộ, Lực sĩ, Mão Nhật kê tinh quân, Dạ Du thần, Nhật Du thần, Phong bà bà, Tốn Nhị Lang - thần dông, Điện mẫu, Thần Mây Vân Đồng, Đại Lực quỷ vương,...
- Tứ Hải long vương: Đông Hải long vương Ngao Quảng, Tây Hải long vương Ngao Nhuận, Nam Hải long vương Ngao Khâm, Bắc Hải long vương Ngao Thuận.
- Cung Thuỷ Tinh ở Đông Hải: Dạ xoa, con rồng, cháu rồng, lính tôm, tướng cua, quan đô ty cá rô, thái uý bạch tuộc, đề đốc cá ngạnh, đổng binh cá chép, Long bà, Long nữ, tướng thuồng luồng[9]
- Thủy phủ: Long vương sông Kinh Hà, Ma Ngang thái tử Tây Hải Long Vương, Vạn thánh long vương Đầm Bích Ba, Tỉnh long vương (giếng Bát giác lưu ly chùa Bảo Lâm nước Ô Kê), Hắc thủy Hà thần, Hà Bá sông Thông Thiên - Thủy Nguyên thần quy (Linh quy - con rùa khổng lồ chở 4 thầy trò), Long bà - long tử - long tôn - Vạn thánh Công chúa ao Bích Ba, Lãnh long, Ngũ vị long thần (dưới trướng Chân vũ).
- Thập điện diêm vương: Tần Quảng vương, Sở Giang vương, Tống Đế vương, Ngũ Quan vương, Diêm La vương, Biện Thành vương, Thái Sơn vương, Đô Thị vương, Bình Đẳng vương và Chuyển Luân vương.[10]
- Âm phủ: phán quan Thôi Giác,[11] Châu thái úy,[12] Ngưu đầu, Mã diện (Đầu trâu mặt ngựa),[13] Hắc Bạch Vô Thường.
- Địa Tiên: Tiên ông Huỳnh Thạch Công, Xích Tùng Tử, tiên ông Thiết Phiến, Thanh Phong đồng tử, Minh Nguyệt đồng tử, Như Ý chân tiên - phá nhi động Tụ Tiên am, công chúa Thiết Phiến Tiên - bà La Sát, Tiểu Trương thái tử.
- Các thần dưới Đất: 6 anh em Mai Sơn, Thanh Xà tướng quân, Bạch Xà tướng quân, Thổ Địa Túy Vân sơn, thành hoàng, sơn thần, Thổ địa Hỏa Diệm sơn, Thổ Địa Vạn thọ sơn, Thổ Địa Bàn Tơ Lĩnh, Thổ Địa Thanh Hoa động, Thổ địa quận Phụng Tiên, Thành Hoàng quận Phụng tiên, Thổ địa châu Ngọc Hoa, Thành Hoàng Ngọc hoa, Sơn thần mao đỉnh, thổ địa mao đỉnh, 1200 thần thảo đầu (thuộc hạ của Nhị lang thần).

## Yêu ma quỷ quái
Dưới đây là danh sách yêu quái trong tác phẩm Tây du ký. Phiên âm tiếng Việt dựa theo bản dịch của Thụy Đình (bản tái bản 1997) và bản dịch của Như Sơn, Mai Xuân Hải, Phương Oanh.

### Động Thủy Tạng
- Hỗn Thế Ma Vương: yêu quái đầu tiên xuất hiện trong Tây Du Ký khi Tôn Ngộ Không đi tầm sư học đạo, sau bị Tôn Ngộ Không đánh bại.

### Dưới trướng Tôn Ngộ Không
- Bốn con khỉ già: Hai con khỉ ngựa đỏ đít, hai con khỉ lưng thẳng. Thường đưa lời khuyên cho Tôn Ngộ Không. Sau Tôn Ngộ Không phong bốn con khỉ già làm kiện tướng; hai con khỉ ngựa đỏ đít làm nguyên soái họ Mã; họ Lưu; hai con vượn thẳng lưng là hai tướng quân họ Băng, họ Ba.[14]

- Các yêu vương của bảy mươi hai động[15]

### Yêu quái kết nghĩa với Tôn Ngộ Không
- Ngưu Ma Vương (Bình Thiên Đại thánh):[16] Bản thể là con trâu.
- Giao Ma Vương (Phúc Hải Đại thánh):[16] Bản thể là con giao long.
- Bằng Ma Vương (Hỗn Thiên Đại thánh):[16] Bản thể là con chim bằng.
- Sư Đà Vương (Di Sơn Đại thánh):[16] Bản thể là con sư tử.
- Di Hầu Vương (Thông Phong Đại thánh):[16] Bản thể là con khỉ macaca.
- Ngu Nhung Vương (Khu Thần Đại thánh):[16] Bản thể là con khỉ lông dài.

### Yêu quái bắt được Đường Tăng
- Dần Tướng Quân: Bản thể là con hổ.
- Đặc Sứ Xỉ: Bản thể là con trâu.
- Hùng Sơn Quân: Bản thể là con gấu.

### Gia đình Ngưu Ma Vương
- Thiết Phiến Công chúa: Trú ngụ ở Hỏa Diệm Sơn. Có bảo bối là Quạt Ba Tiêu. Là vợ của Ngưu Ma Vương, mẹ Hồng Hài Nhi. Vì con trai bị bắt đến Nam Hải nên không cho Tôn Ngộ Không mượn quạt Ba Tiêu. Bị Tôn Ngộ Không biến thành con bọ bay vào chén trà và uống vào bụng, sau đó Tôn Ngộ Không nhảy nhót chơi đùa bên trong khiến cô đau bụng không chịu nổi, nhưng vẫn nhanh trí dùng một cây quạt giả lừa Tôn Ngộ Không ra ngoài.
- Ngưu Ma Vương: Bản thể là Khuê Ngưu, háo sắc, hám tài, có 72 phép thần thông, sử dụng hỗn thiết côn[17] và cưỡi Tị Thủy Kim Tinh Thú.
- Hồng Hài Nhi (Thánh Anh Đại Vương): Có tuyệt kỹ Tam Muội Chân Hoả luyện được ở Hỏa Diệm Sơn, chiêu mộ lâu la dưới trướng là trẻ em, xưng vương ở Hỏa Vân Động, khe Khô Tùng, núi Hiệu Sơn.[18]
- Ngọc Diện Công Chúa: Bản thể là Hồ ly tinh mặt ngọc, tiểu thiếp của Ngưu Ma Vương, sống ở Tích Lôi Sơn, sau bị Bát Giới đánh chết. Ngọc Diện Hồ Ly có người cha bí ẩn là Vạn Tuế Hồ Vương.

### Yêu quái đạo sĩ ở Xa Trì Quốc
- Hổ Lực Đại Tiên: Là một con hổ thành tinh, phép thuật khi thi là cầu mưa, ngồi thiền trên đài cao. Bị chặt đầu chết.
- Lộc Lực Đại Tiên: Là một con hươu thành tinh, phép thuật khi thi là mổ bụng moi tim, được thể hiện nhiều pháp thuật khác trong truyện, bị moi ruột mà chết.
- Dương Lực Đại Tiên: Là một con dê thành tinh, phép thuật khi thi là đoán vật trong tủ kín và tắm trong vạc dầu sôi bị Ngộ Không mời Long Vương lấy mất con rồng trên mình nên bị chết.

### Trộm cà sa
- Hắc Hùng Tinh: Là con gấu đen ở động hắc phong trộm áo cà sa khi cháy thiền viện chùa Quan Âm. Cuối cùng được Quan Âm Bồ Tát hàng phục và nhận làm đệ tử.
- Lăng Hư Tử: Là con sói thư sinh bạn của Hắc Hùng Tinh, bị Tôn Ngộ Không giết.
- Bạch Y Tú Sỹ: Con rắn trắng bị Tôn Ngộ Không đánh chết.

### Bàn Tơ Động
- 7 con yêu nhền nhện: A Hoàng, A Lam, A Lục, A Thanh, A Tranh, A Tử, A Xích.[cần dẫn nguồn] Lập mưu bắt Đường Tăng. Tôn Ngộ không và Trư Bát Giới biết được đánh nhau ở bờ suối lúc bảy con yêu nhền nhện đang tắm. Sau đó, bị Tôn Ngộ Không đốt cháy động liền chạy đến Hoàng Hoa Quán cầu cứu Sư huynh. Cuối cùng bị Tôn Ngộ Không đánh chết.[19]
- 7 tiểu yêu Bàn Tơ Lĩnh: Mật Phong Tinh, Mã Mã Tinh, Lư Phong Tinh, Bang Miêu Tinh, Ngưu Mã Tinh, Mật Túc Tinh, Thanh Đình Tinh. Nguyên là 7 con côn trùng lần lượt là ong mật, quýt tàu, ong bầu, xén tóc, nhặng, bổ củi, chuồn chuồn tu luyện thành tiểu yêu, chẳng may sa vào mạng yêu nhện, may mà 7 con nhền nhện tha cho, bắt xưng là dưỡng mẫu (mẹ nuôi), ngày ngày dâng thức ăn đến cống nạp. Cuối cùng bị Tôn Ngộ Không hóa phép tiêu diệt.[20]
- Kim Quan Trăm Mắt (Đa Mục Quái): Trú ở Hoàng Hoa Quán, sư huynh của bảy con yêu nhện, là yêu quái rết có 100 mắt ở bụng, khi nhìn vào ai thì làm người đó ê ẩm. Dùng trà táo đỏ để hạ độc Đường Tăng, Trư Bát Giới và Sa Tăng[21] khi biết chuyện Tôn Ngộ Không chọc phá bảy sư muội của hắn. Ngộ không giao đấu với hắn bị xây xẩm mặt mày. Sau đó nhờ sự giúp đỡ của Quan Âm Bồ Tát mà đến cầu cứu Tì Lam Bà Bồ Tát giúp đỡ. Cuối cùng bị Tì Lam Bà Bồ Tát phóng cây kim hàng phục và đem về làm giữ cổng.[22]

### Sư Đà Lĩnh
- Thanh Sư vương (Sư Lợi vương): vật cưỡi của Văn Thù bồ tát, bản thể là con sư tử lông xanh, có thể nuốt rất nhiều người. Sử dụng một cây đao. Nó đã hai lần quấy rối đường đi thỉnh kinh của Đường Tăng, lần thứ nhất tại Ô Kê quốc, Thanh Sư vương cướp ngôi quốc vương nước ấy và đẩy ông xuống giếng, sau này bị Tôn Ngộ Không vạch mặt bị Văn Thù Bồ Tát xuống trần thu phục. Lần thứ hai, ở Sư Đà Lĩnh, muốn ăn thịt Đường Tăng nên đã nuốt Tôn Ngộ Không và bị Tôn Ngộ Không hành hạ. Cuối cùng, bị Văn Thù bồ tát thu phục và trở về Tây Thiên.
- Bạch Tượng vương: vật cưỡi của Phổ Hiền bồ tát, bản thể là con voi trắng sáu ngà, có thể quấn người khác bằng vòi. Sử dụng cây thương. Từng quấn và bắt Trư Bát Giới, khi quấn Tôn Ngộ Không, bị Tôn Ngộ Không chọc vào lỗ mũi khiến phải thả ra. Cuối cùng bị Phổ Hiền bồ tát thu phục.
- Đại Bàng Kim Sí Điểu (Kim Sí Điểu): chân thân là con đại bàng cánh vàng, con trai của Phượng Hoàng, cậu của Như Lai, em trai của Khổng Tước Đại Minh Vương Bồ Tát. Sử dụng một cây kích. Sau khi thắng Tôn Ngộ Không toan đánh với Như Lai nhưng bị 500 A La Hán chặn đánh. Cuối cùng được Như Lai thu phục hiện về nguyên hình đậu trên vai ngài. Có khả năng 1 lần vỗ cánh bay 9 vạn dặm, chỉ cần vỗ hai cái là vượt Tôn Ngộ Không.

### Yêu quái trộm binh khí
- Hoàng Sư Tinh: Chính là con sư tử ở động Hổ Khẩu, núi Báo Đầu, cháu nuôi của Cửu Linh Nguyên Thánh. Trộm binh khí của ba đồ đệ Huyền Trang khi ở nước Ngọc Hoa. Bị Tôn Ngộ Không giết trong trận báo thù.
- Hai tên Yêu Quái: Điêu Toàn Cổ Quái và Cổ Quái Điêu Toàn,[23] là hai tên yêu tinh dưới trướng của Hoàng Sư Tinh. Trong lần đi tuần núi bị Tôn Ngộ Không phát hiện và làm phép đông cứng. Tiếp đó Tôn Ngộ Không cùng Bát Giới và Ngộ Tĩnh lập kế để lấy lại binh khí. Tôn Ngộ Không và Bát Giới thì đóng giả thành hai tên yêu quái. Còn Ngộ Tĩnh đóng làm anh chăn vịt.[24] Sau đó cùng nhau đi đến hang của yêu quái.
- Cửu Linh Nguyên Thánh: Nguyên là con sư tử chín đầu của Thái Ất Thiên Tôn ở động Bàn Hoàn Cửu Khúc, núi Vạn Linh Trúc Tiết, là ông nội của Hoàng Sư Tinh. Từng bỏ chủ trốn khỏi cung Diệu Nham. Khi Hoàng Sư Tinh đánh thua Tôn Ngộ Không chạy đến cầu viện, Cửu Linh Nguyên Thánh liền đem quân đánh báo thù. Cuối cùng bắt được Quốc vương và 3 hoàng tử, Đường Tăng, Bát Giới và Ngộ Tĩnh. Cuối cùng Ngộ Không liền mời Thái Ất Thiên Tôn thu phục con yêu quái này.
- Sáu con sư tử: Nhu Sư, Tuyết Sư, Tuấn Nghê, Bạch Trạch, Phục Ly, Bác Tượng.[25] Vốn ở động Cửu Khúc Bàn Hoàn, núi Vạn Linh Trúc Tiết. Từ ngày Cửu Linh Nguyên Thánh hạ giáng, chúng đều bái phục hắn làm ông nội.[26] Khi Hoàng Sư Tinh đánh thua Tôn Ngộ Không chạy đến cầu viện, chúng theo Cửu Linh Nguyên Thánh và Hoàng Sư đến thành Ngọc Hoa báo thù. Cuối cùng bị Tôn Ngộ Không bắt sống và cho người mổ thịt ăn.[27]

### Yêu quái trộm xá lợi
- Cửu Đầu Trùng: Được mô tả như giống thú chín đầu có cánh, sau lưng máu nhiễu ướt. Y tư thông với Vạn Thánh Công Chúa, trở thành phò mã của Long Vương đầm Bích Ba. Sau này, nó đánh cắp ngọc ở Chùa Kim Quang nên bị Tôn Ngộ Không cùng Nhị lang thần, Trư Bát Giới đánh mất chín cái đầu của nó và cướp lại được ngọc trên bảo tháp Chùa Kim Quang.
- Bá Ba Nhi Bôn & Bôn Ba Nhi Bá: con cá và con ốc đánh cắp ngọc cho Cửu Đầu Trùng.

### Quái tê giác động Huyền Anh
Nguyên là ba con tê giác tu luyện thành tinh xưng Vương ở động Huyền Anh, núi Thanh Long. Đến phủ Kim Bình giả làm phật, lừa rồi ăn trộm dầu thơm của dân chúng và bắt Đường Tăng về động. Bị Tôn Ngộ Không biết đuổi đến động giao đấu. Khi trời sắp tối, Tôn Ngộ Không đành nhảy lên mây, thua trận bỏ chạy vì bị bọn tiểu yêu vây chặt. Sau đó, trở về mời hai sư đệ là Sa Ngộ Tĩnh và Trư Bát Giới đến giao đấu cùng. Lúc đó Trư Bát Giới giao đấu với Tích Thử Đại Vương bị phóng hỏa thiêu cháy và bị bắt vào động, còn Sa Ngộ Tĩnh giao đấu bị Tích Trần Đại Vương phun khói cuốn bắt vào hang. Cuối cùng Ngộ Không giao đấu với Tích Hàn Đại Vương bị đóng băng trong tuyết. Cuối cùng phải chạy thoát thân lên Thiên Đình cầu cứu Ngọc Hoàng Thượng đế nhờ giúp đỡ và buộc phải mời Tứ Mộc Tinh Quân trong 28 vị Thần để thu phục. Lúc đầu ba con tê giác giao đấu với Ngộ không rồi bị Tứ Mộc Tinh Quân tước vũ khí và trốn xuống Thủy Cung. Cuối cùng giao đấu với công chúa Thủy Cung và Ngộ Không rồi giải về Thiên Cung để Ngọc Hoàng định đoạt.
- Tích Hàn Đại Vương: có khả năng tạo ra băng từ binh khí và tay không. Sử dụng rìu làm binh khí.
- Tích Thử Đại Vương: có khả năng phun ra lửa từ binh khí và tay không. Sử dụng giáo làm binh khí.
- Tích Trần Đại Vương: có khả năng tạo ra khói từ binh khí. Sử dụng thương làm binh khí.

### Yêu quái ăn tim trẻ con
- Bạch Diện Hồ Ly: Mê hoặc vua, được phong làm hoàng hậu, làm vua bị bệnh để vua sai dân cống nộp tim trẻ con chữa bệnh.
- Bạch Lộc Quái: Vốn là người tình của Bạch Diện Hồ Ly, biến thành cha của Hồ Ly và được phong làm Quốc Trượng tác oai tác quái. Là con Bạch Lộc của Nam Cực Tiên Ông.

### Nữ Nhi Quốc
- Tỳ Bà Tinh: Là một con bọ cạp đã chích Phật Tổ rồi trốn xuống trần ngụ tại động Tỳ Bà, núi Địch Độc, nước Nữ Nhi. Bắt Tam Tạng làm chồng. Sau bị Mão Nhật Tinh Quan dùng phép diệt trừ.
- Như Ý Chân Tiên: Là đạo sĩ ở am Tụ Tiên, núi Giải Dương, là ông chú của Hồng Hài Nhi. Vốn giữ giếng thuốc phá thai ở suối Lạc Thai, không có ý cho Hành Giả lấy thuốc cứu thầy, bị Ngộ Không đánh được và cướp thuốc.

### Yêu quái khác
- Bạch Cốt Tinh: Trú ở Bạch Hổ Lĩnh, sử dụng Nhật Nguyệt Song Kiếm. Ba lần biến hình thành cô gái, bà lão, ông lão để lừa Đường Tăng, nhưng bị Tôn Ngộ Không đánh chết, cũng vì vậy mà Đường Tăng đuổi Tôn Ngộ Không đi. Tam Tạng không có Tôn Ngộ Không dẫn đường nên mới gặp nạn yêu quái Hoàng Bào cũng ở Tây Phương Bạch Hổ.
- Hắc Hồ Tinh: Chỉ xuất hiện trong phim. Yêu quái dưới trướng của Bạch Cốt Tinh.
- Hoàng Bào Quái: Là Khuê Mộc Lang (nằm trong Nhị thập bát tú - Bạch Hổ) nhà ở núi Uyển Tử, động Ba Nguyệt. Bắt công chúa Bách Hoa Tu của nước Bảo Tượng làm vợ. Bị thiên binh, thiên tướng vây bắt và về trời trông coi lò Luyện Đan cho Thái Thượng Lão Quân. Còn Tam Tạng bị phù phép làm hổ. Sau nhờ Tôn Ngộ Không ngậm viên ngọc hóa giải.
- Hoàng Phong Quái: Là con chuột lông vàng[29] thành tinh ở Linh Đài Sơn, Trú ở động Hoàng Phong, tuyệt kỹ Tam Muội Thần Phong. Trộm chén dầu Lưu Ly của Phật Tổ rồi trốn xuống trần gian. Tôn Ngộ Không đành phải nhờ tới hộ pháp Già Lam chữa mắt. Cuối cùng Hoàng Phong Quái bị Linh Cát Bồ Tát thu phục.
- Hoàng Mi Lão Phật: Nguyên là tiểu đồng lông mày vàng giữ chiếc khánh vàng và túi ngũ trùng của Phật Di Lặc. Lập chùa Lôi Âm giả để lừa Đường tăng vào chùa bái lạy thì bắt giữ. Từng nhốt Ngộ Không vào cái khánh vàng, phải nhờ các thần Nhị thập Bát tú mới thoát được. Khi Ngộ Không và các thần giao đấu thì lấy túi hút tất cả vào nên không thể đánh bại được. Sau cùng, Ngộ Không mời Phật Di Lặc đến thu phục.
- Kim Giác và Ngân Giác: Là hai Tiên đồng coi lò luyện đan của Thái Thượng Lão Quân được Quan Thế Âm Bồ Tát phái xuống thử lòng thầy trò Đường Tăng, trộm lấy Hồng Hồ Lô, Ngọc Tịnh Bình, Thất Tinh Kiếm, Quạt Ba Tiêu và Khổn Tiên Thằng xuống xưng vương tại núi Bình Đỉnh, động Liên Hoa. Bị Ngộ Không dùng mẹo bắt vào Tịnh Ngọc Bình, Thái Thượng Lão Quân xuống trần thu hai tên này về.
- Hồ A Thất: Là con yêu vương mặt trắng tóc dài, vũ khí sử dụng là cây kích lớn, Mẹ nuôi của 2 anh em Kim Giác & Ngân Giác. Về sau thì bị Trư Bát Giới đánh chết, hiện nguyên hình là con cáo trắng.
- Lục Nhĩ Mỹ Hầu: Là con khỉ có 6 tai biết được tất cả mọi chuyện. Giả làm Tôn Ngộ Không hòng cùng đi thỉnh chân kinh với Đường Tăng. Sau đánh Đường Tăng ngất, Bát Giới thấy vậy cùng Sa Tăng viện Quan Âm. Sa Tăng thấy Ngộ Không cũng ở chỗ đó liền xách tuyền trượng đánh. Ngộ Không liền dẫn Sa Tăng về Hoa Quả Sơn để phân định. Lục Nhĩ sợ lộ việc đánh với Ngộ Không lên trời xuống đất. Cuối cùng nó bị Như Lai dùng bát ụp lại, Ngộ Không sau đó bèn đánh chết Lục Nhĩ.
- Thanh Ngưu Quái (Tỷ Quái hoặc Độc Giác Tỷ): Trú ở núi và động Kim Đâu. Nguyên là con trâu xanh hay con tê giác một sừng, vật cưỡi của Thái Thượng Lão Quân, trộm Kim Cang Trác. Ngộ Không mời thiên thần tới, cũng bị con trâu này dùng Kim Cang Trác thu hết binh khí, Hành Giả viện Như Lai. Ngài chỉ cho đến chỗ của Thái Thượng Lão Quân, Lão Quân xuống trần đã thu phục được Thanh Ngưu.
- Bạch Thử Tinh: Trú ngụ ở Động Vô Đáy, đó là con nuôi của Lý Tịnh, nhận Na Tra thái tử làm anh. Bắt Đường Tăng về làm tình nhân, Tôn Ngộ Không mời Na Tra và Lý Tịnh đến thu phục.
- Ngọc Thố Tinh: Là con Thỏ Ngọc của Hằng Nga. Nó đã xuống trần đóng giả làm công chúa nước Thiên Trúc để thành thân với Đường Tăng.
- Tái Thái Tuế: Con lân (có bản gọi là Kim Mao Hống, một loại cương thi cấp cao hoá thành) của Quan Thế Âm Bồ Tát lấy trộm vòng chuông Tử Kim xuống bắt hoàng hậu ở Châu Tử Quốc.
- Hoa Bì Báo: Là con báo gấm ở núi Ẩn Vụ, động Liên Hoàn. Đã bắt cóc một người tiều phu cùng người vợ rồi bắt luôn Đường Tăng. Mưu đem khúc gỗ biến thành đầu Đường Tăng trả lại. Sau bị thua trận, và bị Ngộ Không giết chết.
- Cự Mãng Quái: Quái trăn ăn thịt người ở núi Thất Tuyệt, mang cặp giáo, có hai mắt sáng như đèn. Sau cùng bị Trư Bát Giới và Tôn Ngộ Không đuổi theo đánh chết.
- Đại Bào Quái: Là con yêu quái bắt Đường Tăng ăn thịt. Tôn Ngộ Không phải nhờ Thái Bạch Kim Tinh đến giúp.
- Kim Hồng Ngư Quái (Linh Cảm Đại Vương): Là con cá chép vàng được nuôi trong ao sen của Quan Thế Âm Bồ Tát nó đã lẻn xuống trần gian cướp ngôi Đại Bạch Quy ở sông Thông Thiên, bắt Đường Tăng nhưng bị Quan Thế Âm Bồ Tát bắt và thả vào Hồ Thiên Sơn, công lực thâm hậu, hóa băng cả một con sông, khi xưa là Ô Vân Tiên đệ tử của Thông Thiên, tay cầm cặp Hỗn Nguyên Chùy, là vũ khí hóa thân từ 2 bông sen 9 cánh.
- Ngư Vương Khuyến (Đà Long): Là cháu Tây Hải Long Vương ở thung lũng Hoành Dương, đến sông Hắc Thủy (Thanh Thủy) thì bắt công chúa thần sông và đuổi thần sông ra khỏi Thủy phủ. Sau đó lập mưu giả người lái đò bắt Đường Tăng. Cuối cùng bị người anh họ là Ma Ngang Thái Tử đánh và bắt về. Đà Long là con thứ chín của Kinh Hà Long Vương.
- Hổ tiên phong: Là con yêu quái dưới trướng của Hoàng Phong Quái.

### Chưa rõ
- Ngu Nhân Vương: Là con khỉ
- Tiên Phong: Là con chó
- Khổng tước công chúa
- Tiểu Toàn Phong
- Nhân Tào và Ngụy Trinh
- Viên Thủ Thành: Thầy bói ở Thành Trường An
- Kim Tỵ Bạch Mao Lão Thử Tinh: Là con chuột mũi vàng, lông trắng, hay còn gọi Bạch thử tinh. Linh Sơn Phật tổ nuôi nhiều chuột, Bạch thử tinh là một trong số đó, sau ăn vụng hương hoa của Như Lai trốn xuống trần tự xưng Bán Tiệt Quan Âm. Sau bị Lý Thiên vương bắt được, vốn định đánh chết, sau được Như Lai xin tha mạng, liền tôn Lý Thiên Vương là cha nuôi, Na Tra là anh nuôi, lập bài vị để hàng ngày thờ phụng. Sau tu hành ở động Không Đáy núi Hãm Không, tự xưng Địa Dũng Phu Nhân, dùng vũ khí là 2 cây song kiếm, có 1 môn thần thông/ pháp bảo: Tú Hoa Bảo Hài, có thể biến hóa phân thân, 2 lần né được việc bị Ngộ Không đập chết.
- Thập Bát công: mộc tinh núi Kinh Cát, ngụ ở Mộc Tiên Am là cây Tòng tinh, ưa việc đối đáp thơ văn.
- Cô trực Công: mộc tinh núi Kinh Cát, ngụ ở Mộc Tiên Am, là cây Bá tinh, ưa việc làm thơ, tính tình ngay thẳng như ngọn cây Trắc.
- Hạnh Tiên: cây hạnh thành tinh ngàn năm ở Am Mộc Tiên, núi Kinh Cát, có 2 nữ hầu áo xanh là 2 con yêu cây Huỳnh Mai thành tinh, định ép Đường Tăng làm chồng nhưng Tôn Ngộ Không đến cứu kịp thời. Cây hạnh bị Trư Bát Giới nhổ bật cả rễ lên, máu tươi chảy đầm đìa ở rễ cây.
- Phất Vân Tẩu: mộc tinh núi Kinh Cát, ngụ ở Mộc Tiên Am, là cây Tre tinh, trông như ông lão quét mây, lấy việc đối thơ làm trọng.
- Lăng Không Tử: mộc tinh núi Kinh Cát, ngụ ở Mộc Tiên Am, là cây Cối tinh, người cao lấn mây.
- Quỷ sứ Am Mộc Tiên: mộc tinh núi Kinh Cát, là cây Bao tinh thành yêu, tính tình nóng nảy, hung dữ, hầu dưới trướng của Tứ Mộc Công.
- Thủy Mẫu nương nương: con sứa sông Hoài, lợi dụng hơi nước sông mà hóa yêu lực, làm hại bá tánh, bị Quốc Sư Vương bồ tát thu phục, nhốt trong ngục ở núi Hu Di, thuộc Nam Thiệm Bộ Châu.
- Hữu lai Hữu khứ: Là yêu quái dưới trướng của Tái Thái Tuế.
- Quỷ Tinh Tế và Trùng Lanh Lợi
- Cửu Nhân Tiên Nhân: Là một vị Tiên đã tặng chiếc áo Ngũ Sắc khiến yêu quái không thể chạm được vào Hoàng Hậu Châu Tử Quốc

## Các nhân vật truyền thuyết
- Tam Hoàng:

1. Thiên Hoàng
2. Nhân Hoàng
3. Địa Hoàng

- Ngũ Đế:

1. Phục Hy
2. Thần Nông
3. Hoàng Đế
4. Nghiêu
5. Thuấn

## Các nhân vật lịch sử
- Trương Lương
- Đường Thái Tông, Thái hậu, Hoàng Hậu, Đông Cung Thái tử, Ngự Muội Lý Ngọc Anh,
- Tể tướng Ngụy Trưng, Tể tướng Tiêu Võ, Tần Thúc Bảo, Từ Mậu Công, Uất Trì Cung, Lý Kiến Thành, Lý Nguyên Khiết, Tướng Lương, Hứa Kính Tông, Ngạc quốc công, Lý Túy Liên, Lưu Toàn, thái bộc Trương Đào Nguyên, Trung Thư Trương Sĩ Hoàn, Lưu Bá Khâm.

## Các nhân vật khác
- Tiều phu ở núi Linh Đài Phương Thốn: Là người đã chỉ đường cho Tôn Ngộ Không đến động Tà Nguyệt Tam Tinh để gặp Bồ Đề tổ sư.[30]
- Nước Ngạo Lai: Quốc vương, văn võ bá quan, người dân.[31]
- Dương Quân: Là cha của Nhị Lang thần - Dương Tiễn.[32]
- Công chúa Bách Hoa Tu, vua Bảo Tượng, vua Ô Kê, Thái Tử Ô Kê, hoàng hậu Ô Kê, vua Xa Trì, hoàng hậu Xa Trì, vua Tây Lương Nữ quốc, vua Tế Thại, vua Chu Tử quốc, Kim Thánh nương nương (vợ vua Chu Tử), vua Tỉ Khâu Quốc, Vua Ngọc Hoa Vương (châu Ngọc Hoa), 3 vương tử châu Ngọc Hoa, vua Thiên Trúc, công chúa Thiên trúc, bà lão mù ở dưới chân núi, bọn cướp, người dân, ông lão đánh cá...
- Nữ thái sư, nữ dịch thừa, Hoàng Môn Quan, quận hầu quận Phụng tiên, Quan ở Tỷ Khâu Quốc, Khương thứ sử, Triệu trưởng giả, người hầu, binh lính, quan lại khác.
- Vợ chồng Cao thái công, Cao Ngọc Lan, Cao Hương lan, Cao Thúy Lan, Vương lão, Trần Trừng, Trần Thanh, Trần Quang Bảo, Nhất Xứng Kim, Lý lão Đà la trang, Khấu Lương, Khấu Hồng.
- Chín người con của Long Vương sông Kinh Hà
- Các loại yêu tinh khác...
- Diệt Pháp quốc vương: Là quốc vương nước Diệt Pháp gồm Vua Diệt pháp (Khâm pháp) và Hoàng Hậu Diệt pháp (nghĩa là tiêu diệt chánh pháp), rất tàn ác, đã ra lệnh sát hại, hành hình 9996 hòa thượng vô tội, khi thầy trò Đường tăng đến nước này là sẽ hoàn thành lời thề tiêu diệt 10000 hoà thượng. Sau cùng bị Tôn Ngộ Không vào hoàng cung lúc đang ngủ, cạo trọc đầu nên khiếp sợ và đã phải từ bỏ, tha chết cho thầy trò Đường Tăng đi tiếp, rồi đổi tên nước là Khâm Pháp (tu theo chánh pháp).